# هنري كيل
هنري كيل هو سياسي أمريكي، ولد في 21 فبراير 1871، وتوفي في 26 نوفمبر 1942. نشط حزبياً في الحزب الجمهوري. وقد انتخب عمدة (1913 – 1925).